# Krzysztof Kieślowski
 , poljski filmski režiser in scenarist, * 27. junij 1941, Varšava; † 13. marec 1996, Varšava, Poljska.
Med letoma 1964 in 1968 je študiral na filmski šoli v Łódźu.
Znan je predvsem po filmski trilogiji Tri barve (1993/94) ter po Dekalogu, zbirki desetih srednjemetražnih filmov. Pred smrtjo je koncipiral novo trilogijo, in sicer 
Heaven, Hell and Purgatory. Dokončal pa je le scenarij za prvi del, »Raj«, ki ga je potem posnel nemški filmski režiser Tom Tykwer, film pa je produciral ameriški Miramax. Heaven je bil otvoritveni film mednarodnega filmskega festivala v Berlinu leta 2002. 
Scenarije za 17 svojih filmov je Kieslowski napisal skupaj z odvetnikom Krzysztofom Piesiewiczem.
Pogosto je sodeloval s skladateljem Zbigniewom Preisnerjem, ki mu v spomin posvetil delo Requiem dla mojego przyjaciela (rekvijem mojemu prijatelju), prvič uprizorjeno 1. oktobra 1998 v varšavskem Velikem teatru.

## Filmi (izbor)
- Dekalog
- Veronikino dvojno življenje (La double Vie de Veronique) (1991)
- Tri barve (Trois couleurs) (1993-1994)